# Équipe cycliste Cylance
L'équipe cycliste Cylance est une équipe cycliste américaine, active entre 2014 et 2017. Elle court avec le statut d'équipe continentale. Elle est enregistrée auprès de l'UCI sous licence portoricaine en 2014 et 2015.

## Histoire de l'équipe

### 2014
L'équipe naît en 2014 de la fusion entre les équipes Predator Carbon Repair et MRI U23. Elle disparaît à l'issue de la saison 2017.

## Championnats nationaux
- Championnats de Porto Rico sur route : 1
  - Course en ligne : 2014 (Efrén Ortega)

## Classements UCI
L'équipe participe aux circuits continentaux et principalement à des épreuves de l'UCI America Tour. Les tableaux ci-dessous présentent les classements de l'équipe sur les différents circuits, ainsi que son meilleur coureur au classement individuel.
UCI America Tour
| Saison | Classement par équipes | Meilleur coureur au classement individuel |
| ------ | ---------------------- | ----------------------------------------- |
| 2014   | 13e                    | Efrén Ortega (69e)                        |
| 2015   | 52e                    | Efrén Ortega (369e)                       |
| 2016   | 44e                    | Camillo Zambrano (312e)                   |

## Cylance en 2017[7]

### Effectif
| Cycliste           | Date de naissance | Nationalité | Équipe 2016 |  |
| ------------------ | ----------------- | ----------- | ----------- |  |
| Andrés Miguel Díaz | 20 janvier 1984   | Colombie    |             |  |
| Orlando Garibay    |                   | Mexique     |             |  |
| Samuel Grove       |                   | États-Unis  |             |  |
| Scott Law          |                   | Australie   |             |  |
| Bryan Lewis        |                   | États-Unis  |             |  |
| Eric Marcotte      |                   | États-Unis  |             |  |
| Karl Menzies       |                   | Australie   |             |  |
| Kyle Murphy        |                   | États-Unis  |             |  |
| Justin Williams    |                   | États-Unis  |             |  |

### Victoires
Aucune victoire UCI.